# Stenalcidia collecta
Stenalcidia collecta là một loài bướm đêm trong họ Geometridae.